# George E. Seney

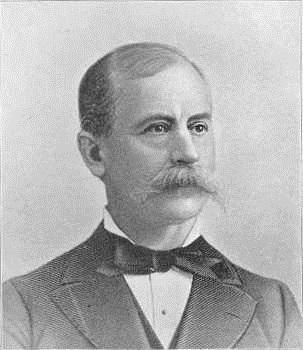
George E. Seney

George Ebbert Seney (* 29. Mai 1832 in Uniontown, Fayette County, Pennsylvania; † 11. Juni 1905 in Tiffin, Ohio) war ein US-amerikanischer Politiker. Zwischen 1883 und 1891 vertrat er den Bundesstaat Ohio im US-Repräsentantenhaus.

## Werdegang
Noch in seinem Geburtsjahr kam George Seney, Enkel des Kongressabgeordneten Joshua Seney (1756–1798) aus Maryland, mit seinen Eltern nach Tiffin in Ohio. Später besuchte er das Norwalk Seminary. Nach einem anschließenden Jurastudium und seiner 1853 erfolgten Zulassung als Rechtsanwalt begann er in Tiffin in diesem Beruf zu arbeiten. Im Jahr 1857 wurde er Berufungsrichter. Zwischen 1862 und 1865 diente er während des Bürgerkrieges im Heer der Union, in dem er den Rang eines Oberleutnants erreichte. Nach dem Krieg schlug er als Mitglied der Demokratischen Partei eine politische Laufbahn ein. Im Juni 1876 nahm er als Delegierter an der Democratic National Convention in St. Louis teil.
Bei den Kongresswahlen des Jahres 1882 wurde Seney im fünften Wahlbezirk von Ohio in das US-Repräsentantenhaus in Washington, D.C. gewählt, wo er am 4. März 1883 die Nachfolge von Benjamin Le Fevre antrat. Nach drei Wiederwahlen konnte er bis zum 3. März 1891 vier Legislaturperioden im Kongress absolvieren. Zwischen 1885 und 1887 vertrat er dort den siebten Distrikt seines Staates, ehe er dann wieder in den fünften Bezirk zurückkehrte.
Im Jahr 1890 verzichtete George Seney auf eine weitere Kandidatur. Nach dem Ende seiner Zeit im US-Repräsentantenhaus praktizierte er wieder als Anwalt. Er starb am 11. Juni 1905 in Tiffin, wo er auch beigesetzt wurde.